# Alojera
Alojera es un pueblo perteneciente al municipio de Vallehermoso. Abarca el valle de Barranco del Mono y sus afluentes, en cuya cabecera se encuentra el escalón de la meseta central de la isla con un gran desnivel entre el Lomo del Carretón y La Asomada.

## Situación geográfica
Alojera es un pueblo perteneciente al municipio de Vallehermoso, localizado en el noroeste de la isla de La Gomera. Abarca el valle de Barranco del Mono y sus afluentes, en cuya cabecera se encuentra el escalón de la meseta central de la isla con un gran desnivel entre el Lomo del Carretón y La Asomada. En el gran espigón situado al sur destacan el picacho de Teguerguenche y la punta de Tejeleche, interfluvio que hace de límite con el vecino municipio de Valle Gran Rey y con el valle de Taguluche. Hacia el norte el Lomo Espino separa este pueblo del valle de Tazo.

## Historia
El primer ocupante de este territorio fue el colono aborigen, que probablemente aprovechó para el cultivo de las terrazas aluviales de sus barrancos y los pastizales de su entorno para una actividad ganadera que constituía la principal fuente de recursos de su economía. Los yacimientos arqueológicos y los concheros existentes en la costa atestiguan esta primera ocupación humana. El colono europeo, llegado a lo largo del siglo XV, desplazó al indígena de las vegas irrigadas para destinarlas a los cañaverales, y los Chorros de Epina fueron represados para asegurar los riegos y mover con sus aguas el ingenio de moler sus cañas; plantación y trapiche de propiedad señorial -citados en 1502- y que rentaban anualmente 300 arrobas de azúcar (3.450 kg.) hacia 1540.
La explotación estaba en manos de mercaderes genoveses, quienes exportaban el producto a los mercados europeos. El territorio también era rico en orchilla, liquen de crecimiento espontáneo muy apreciado por la industria textil europea.
La ruina de la economía azucarera a fines del siglo XVI limitó la expansión agrícola quedando el lugar prácticamente despoblado hasta el siglo XVIII, cuando los sementediados de la primera centuria y, en la segunda, de las siembras de tomate. En el pueblo actual se distribuye desde la costa -donde se encuentra la playa y el embarcadero del mismo nombre- hasta los 300 metros de altitud. Su población ha disminuido en la última década -618 de hecho en el censo de 1981 a 378 en el de 1991-; persiste el cultivo de sus terrazas gracias a los nacientes de los Barranquillos, localizándose aquí la mayor producción de tomate de la isla, con explotaciones de carácter familiar.

## Principales fuentes de economía
Como decíamos al principio, Alojera fue el primer importador y exportador de tomates de la isla, haciendo que hasta este pueblo llegaran unos barcos, que se encargaban de trasladar los tomates, llamados Correíllos. En la actualidad la principal fuente de economía es el turismo, los terrenos de cultivo están abandonados y solo se plantan verduras y árboles frutales para el consumo familiar.
También se destaca la miel de palma, producto típico de la isla. El procedimiento para obtención de la miel de palma es el siguiente: 
- Primero se pela la palma por la parte alta, para extraer la savia.
- Al cabo de un rato empieza a salir la savia, que circula por una caña partida a la mitad y va a caer al cubo colocado para el caso.
- Al siguiente día, antes de que salga el sol, se baja el cubo de la palma y se lleva hasta un caldero donde se calentará.
- Pasadas más o menos dos horas, el guarapo (savia de la palmera) empieza a hervir y va caramelizando al ir perdiendo la humedad, hasta llegar a un punto en el que pasa a ser la conocida miel de palma.
-Al finalizar la temporada se deja descansar la palma, al menos, cinco años. Pasado este tiempo puede repetirse el proceso de extracción otra vez.
En el pueblo se puede visitar la Casa de la Miel de Palma, Centro de Interpretación en el que se aprende acerca de la palma canaria y la cultura del guarapeo.
El turismo es una importante fuente de economía no sólo para el pueblo sino para el municipio, ya que es el único núcleo turístico que posee. Numerosas casas viejas se han restaurado para ser transformadas de casas rurales y viviendas vacacionales a lo largo de todo el pueblo. Los principales atractivos de Alojera son su tranquilidad y su playa, que hacen que los turistas de ciudad vengan a pasar unos días de tranquilidad.

## Fiestas
Las fiestas de Alojera son bastante famosas en la isla, tienen lugar el 24 y 25 de agosto y desde 1970 se comenzaron a celebrar en la plaza del pueblo. Durante las fiestas había bastante competitividad, sobre todo durante la romería ya que a la mejor carroza se la premiaba, provocando normalmente algún altercado. Desde hace unos años esta competitividad se ha perdido, ya que la romería ha dejado de celebrarse, por lo tanto, en la actualidad, la fiesta es muy distinta ya que el pueblo se implica menos en su organización y se centra más en disfrutar de ella. 